# Salea
Salea is een geslacht van hagedissen uit de familie agamen (Agamidae).

## Naam en indeling
De wetenschappelijke naam van de groep werd voor het eerst voorgesteld door John Edward Gray in 1845. Er zijn drie soorten, de meest recent beschreven soort is al bekend sinds 1878.

## Verspreiding en habitat
De soorten komen voor in delen van Azië en leven endemisch in India.
De habitat bestaat uit tropische en subtropische bossen. Er is een grote tolerantie voor gebieden die door de mens zijn aangepast, zoals plantages en tuinen.

## Beschermingsstatus
Door de internationale natuurbeschermingsorganisatie IUCN is aan twee soorten een beschermingsstatus toegewezen. Beide soorten worden beschouwd als 'veilig' (Least Concern of LC).

## Soorten
Het geslacht omvat de volgende soorten, met de auteur en het verspreidingsgebied.
| Naam               | Auteur        | Verspreidingsgebied |
| ------------------ | ------------- | ------------------- |
| Salea anamallayana | Beddome, 1878 | India               |
| Salea gularis      | Jerdon, 1854  | India               |
| Salea horsfieldii  | Gray, 1845    | India               |